# Pastel de liebre

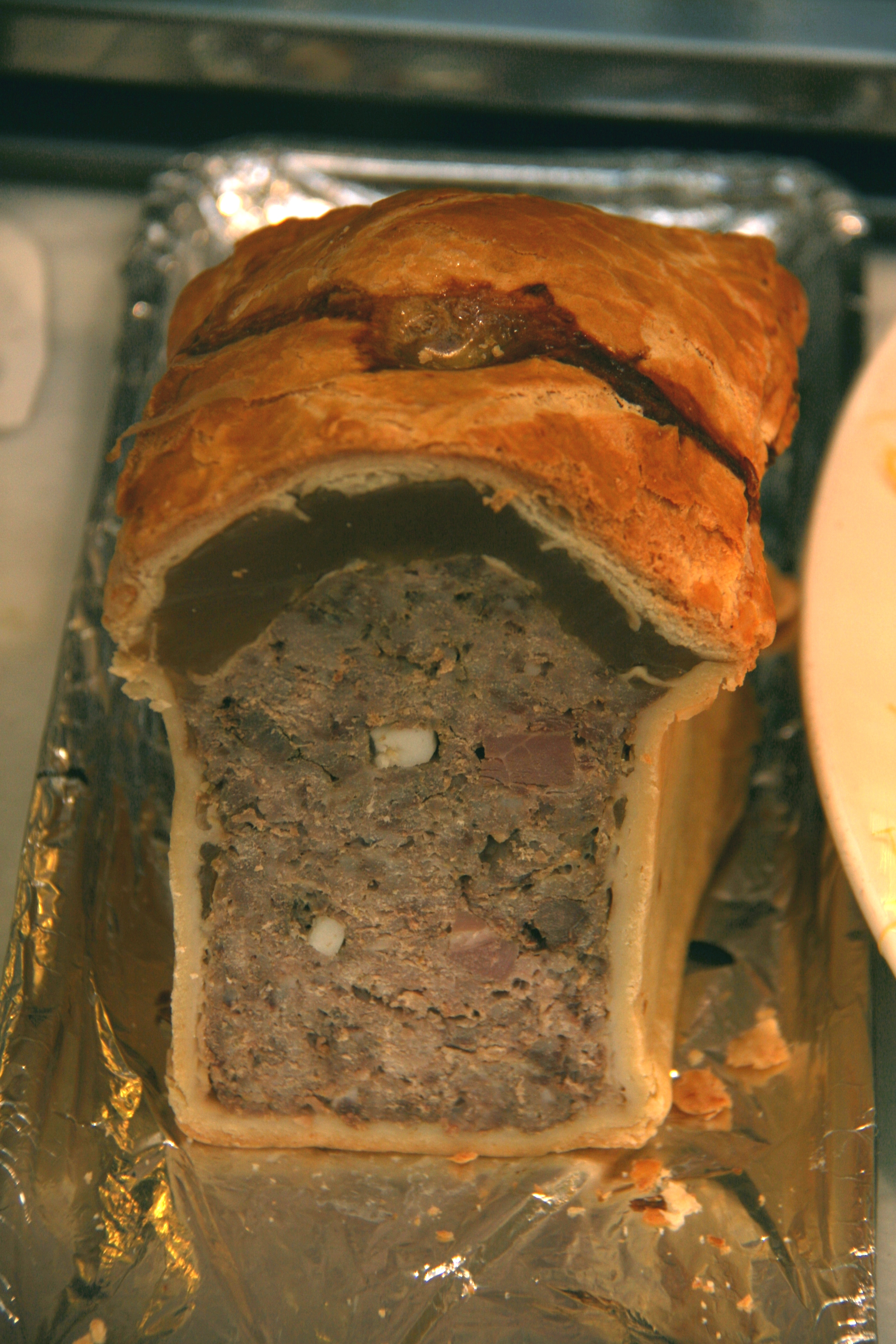
Pastel de liebre con su corte a la vista característico con una parte superior de gelatina.

El Pastel de liebre es un plato de la cocina española, se elabora con la carne de liebre picada a modo de fiambre (aunque puede incluir otros ingredientes cárnicos). El pastel puede encontrarse hoy en día en pastelerías españolas, aunque a finales del XIX era muy habitual en los cafés madrileños.

## Características
La carne de este pastel se suele acompañar de otros ingredientes cárnicos como puede ser sebo, ternera, lengua escarlata, así como trufa, cola de pescado (para emulgir la pasta en forma de fiambre), y patata. Los huesos de la liebre forman parte de la gelatina final del pastel. Es frecuente elaborar el plato en un molde y en él para que lo recubra se elabora una pasta quebrada. La parte superior del pastel (cuando está frío al día siguiente) suele recubrirse con una gelatina elaborada a base de un caldo concentrado, elaborado con los huesos de la libre. Existe otra denominación del pastel de liebre que se elabora de forma similar a una galantina.

## Curiosidades
- En el cuento de Caperucita Roja cuando el lobo se mete en la cama y se hace pasar por la abuela, Caperucita Roja le ofrece un pastel de liebre.
- Hay referencias de este pastel en la novela La cabaña del tío Tom como ofrecimiento que se le hace al general Knox.
- Es uno de los platos que aparece en la novela Don Quijote de la Mancha durante la celebración de las "Bodas de Camacho".
- Es una de las especialidades del centenario restaurante madrileño Lhardy.[1]